# 索利耶
索利耶（法語：Soliers，法語發音：[sɔlje] ⓘ）是法国卡尔瓦多斯省的一个市镇，属于卡昂区。

## 地理
索利耶（49°8'5"N, 0°17'43"W）面积5.08 平方千米，位于法国诺曼底大区卡爾瓦多斯省，该省份为法国西北部沿海省份，北濒大西洋英吉利海峡，东北与滨海塞纳省以海上边界相接，东临厄尔省，南至奧恩省，西与芒什省接壤。
与索利耶接壤的市镇（或旧市镇、城区）包括：布尔盖比、弗雷努维尔、格朗特维尔、伊夫、卡斯蒂讷昂普莱讷。

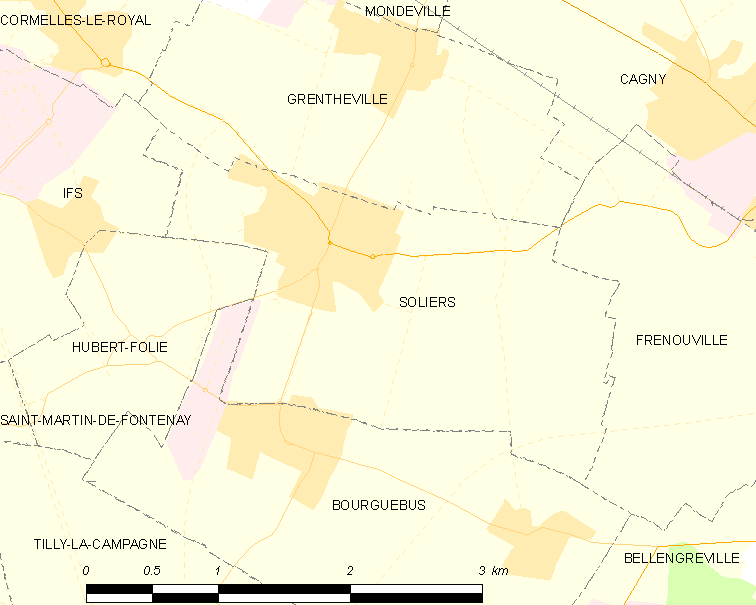
索利耶的OSM定位图

索利耶的时区为UTC+01:00、UTC+02:00（夏令时）。

## 行政
索利耶的邮政编码为14540，INSEE市镇编码为14675。

## 政治
索利耶所属的省级选区为埃夫勒西县。

## 人口

1962-2008年间索利耶人口变化图示

索利耶于2022年1月1日时的人口数量为2190人。